# إنسان منتصب

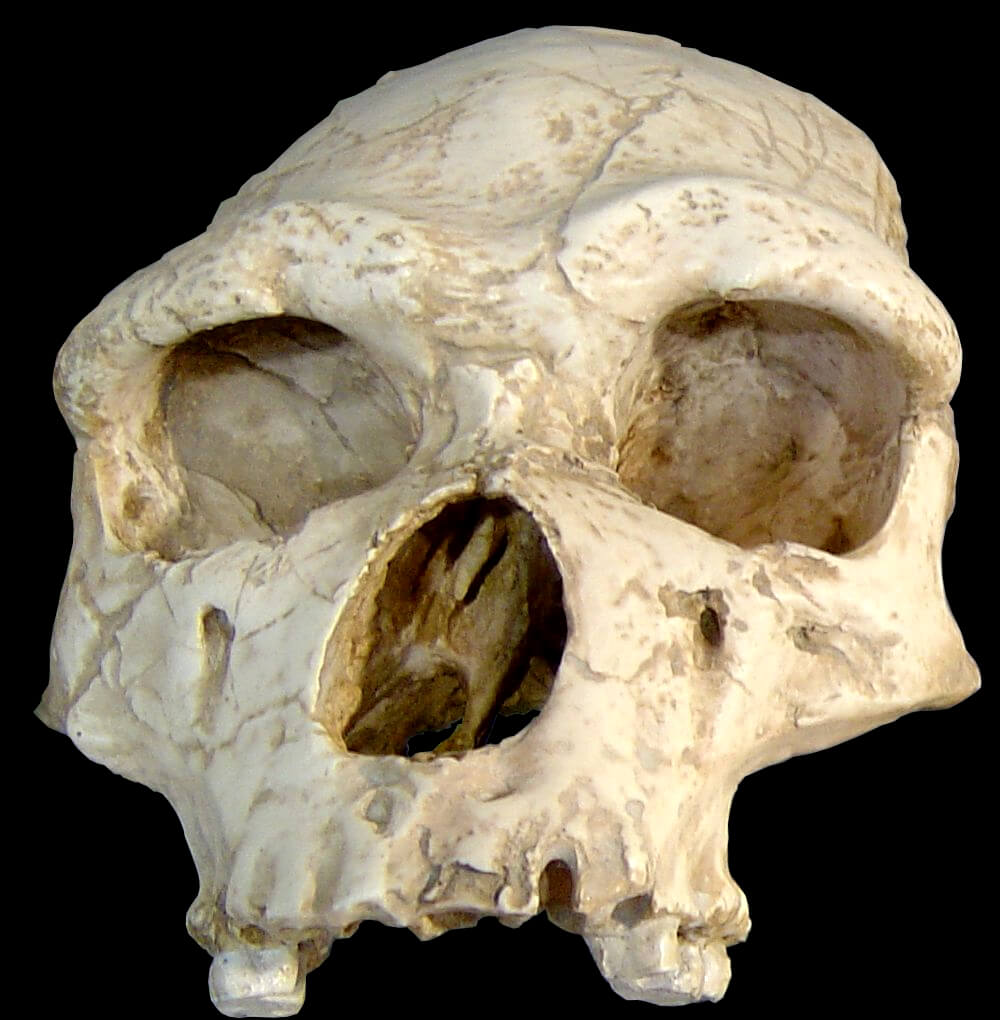
جمجمة الإنسان المنتصب

يعتقد العلماء بأن الإنسان المنتصب أو الإنسان المنتصب القامة (الاسم العلمي: Homo erectus، وتُلفظ: هومو إريكتوس) قد تطور من الإنسان العامل (Homo ergaster) قبل حوالي 1.6 مليون سنة حيث انتشر هذا الإنسان في آسيا وكان يعتقد أن هذا الإنسان قد بدأ بالانقراض عندما بدأت الأجناس الأخرى بالظهور والانتشار، أي قبل ما يقارب من 400 ألف سنة. لكن بعض الدراسات والأحافير وخصوصا تلك التي تمت على جزيرة جاوة الأندونيسية أثبتت بأن هذا الإنسان عاش إلى ما يقارب الخمسين ألف سنة مضت، مما يعني أنه عاصر الإنسان الحالي أو ما يعرف باسم الإنسان العاقل.
تدل الحفريات أن هذا الإنسان نشأ أولا في إفريقيا وهو أول إنسان يعيش خارج أفريقيا، أثناء الموجة الأولى لنزوح الأنسان الإفريقي وانتشاره في الشرق الأوسط وأوروبا وآسيا. واستخدم الفأس الحجرية الأولى التي اخترعها سلفه الإنسان العامل، والتي لم يطرأ على تقنية صناعتها أي تغيير خلال ما يصل إلى مليون سنة. إذ عثر على تلك الفأس قرب بقايا بشرية متنوعة للإنسان العامل وكان الفاصل الزمني لتلك البقايا نحو مليون سنة في حين لم تظهر على الأدوات المرافقة أي تغيرات. ولم يتمكن من تحويل الفأس الحجري إلى رمح سوى إنسان من نوع آخر، وهو إنسان هايدلبيرغ. الذي كان يعيش في جنوب أوروبا وغرب آسيا منذ نحو 350 ألف سنة، ويعتقد أن إنسان هايدلبرغ نشأ منه أنسان نياندرتال الذي انقرض منذ نحو 25 ألف سنة وكان يتحدث لغة المحاكاة كنوع من أنواع التواصل الرمزي، ثم تبقى الإنسان الحديث.

## الأصل والانتشار
وقع اشتقاق جنس الهومو من الأسترالوبيثسينات في شرق أفريقيا منذ نحو 3 ملايين سنة. يُعتبر تضمين الأنواع التي يعود عمرها منذ 2 مليون سنة في جنس الهومو محل جدل، مثل الإنسان الماهر وإنسان بحيرة رودولف. خاصة الإنسان الماهر والذي يظهر أنه تشارك الوجود مع الإنسان المنتصب والإنسان العامل لمدة معتبرة تصل إلى 2 مليون سنة، كما يُقترح أن العامل لم يُشتق مباشرة من الماهر.
نشأ هومو إريكتوس (الإنسان المنتصب) قبل نحو 2 مليون سنة. يعود تاريخ الحفريات إلى ما يقرب من 1.8 مليون سنة، وجدت في أفريقيا وغرب آسيا، لذلك فإنه من غير الواضح إذا كان هومو إريكتوس نشأ في أفريقيا أو آسيا. يقترح فيرنغ وزملاؤه (2011) أن هومو هابيلس (الإنسان الماهر) هو الذي وصل إلى غرب آسيا، وأن هومو إريكتوس الأول تطور هناك. وبالتالي يكون هومو إريكتوس الأول قد انتشر من غرب آسيا إلى شرق آسيا (إنسان بكين)، وإلى جنوب شرق آسيا (إنسان جاوة)، ثم عائدًا إلى أفريقيا (الإنسان العامل)، وإلى أوروبا (إنسان توتافيل).

### أفريقيا
في الخمسينات من القرن الماضي، أطلق علماء الآثار جون روبنسون وروبرت برووم اسم تيلانثروبس كابينسيس، وفي عام 1949 اكتشف روبنسون شظايا فك في سوارتكرانس بجنوب أفريقيا. ثم اقتُرح فيما بعد تغيير الاسم إلى هومو إريكتوس أو الإنسان المنتصب.
```
ومنذ الخمسينات حتى الآن، ظهرت العديد من الدلائل في شرق أفريقيا تقترح تماثل الموطن والتعايش المشترك بين هومو إرغاستر وهومو هابيلس لمئات الآلاف من السنين، مما يؤكد الفرضية القائلة بأنهما نسبان منفصلان عن سلف مشترك، مما يعني أن العلاقة التطورية بينهما ليست تخلقية وإنما تفرعية، وهذا يدعم أن هناك مجموعة فرعية من هومو هابيلس –أو من السلف المشترك لهومو هابيلس وهومو إرغاستر/إريكتوس- صارت معزولة تناسليا من المجموعة الرئيسة، وتطورت في الأخير إلى النوع الجديد هومو إرغاستر «بالمعنى الضيق».
[
7
]
```

في 1961، اكتشف إيف كوبنز جمجمة في شمال التشاد. صك كوبنز مصطلح تشادانثروبس أوكسوريس لما اعتبره أقدم حفرية إنسانية مكشتفة في شمال أفريقيا. أضيفت تلك الحفرية إلى هومو إريكتوس، ولم تعد الأصنوفة التي اقترحها كونز صحيحة، بالرغم من أن البعض صنفها مع هومو هابيلس. يظهر أن تلك الحفرية كانت مشوهة بالرياح والرمال مما جعل مظهرها مشابها للأسترالوبيثكس، وهو نوع بدائي من القردة العليا.

### المنطقة الأوروبية الآسيوية

#### القوقاز
هومو إريكتوس جورجيكس هو النوع الفرعي والاسم المطلق على حفرية الجمجمة والفك الموجودة في دمانيسي بجورجيا. اقتُرحت لأول مرة كنوع منفصل، وتُصنف الآن ضمن نوع هومو إريكتوس. اكتشف موقع الحفرية العالم الجورجي دافيد لوردكيبانيدز عام 1991. استُخرجت بعد ذلك خمس جماجم منذ 1991 فصاعدًا، منهم جمجمة شبه كاملة في 2005. أسفر تنقيب دمانيسي عن 73 أداة حجرية للقطع والفرم، و 34 قطعة من العظام من حيوانات غير معروفة.
بعد التقييم الأولي، اقتنع بعض العلماء بتسمية النوع الجديد هومو جورجيكس، واقترحوا أنه منحدر من هومو هابيلس الأفريقي وسلف لهومو إريكتوس الآسيوي. إلا أن هذا التصنيف لم يجد ما يدعمه، ونُسبت الحفرية بعد ذلك لهومو إريكتوس كمجموعة فرعية منه.
تقدم حفرية الهيكل العظمي نوعًا بدائيًّا في الجمجمة والجسم العلوي ولكنه متقدم نسبيًّا عند النظر إلى العمود الفقري والطرف السفلي، مما ينطوي على حركة أكبر من الأشكال السابقة. يُعتقد الآن أنه ليس نوعًا منفصلًا، ولكنه يمثل مرحلة قريبة من التحول بين هومو هابيلس وهومو إريكتوس، ويعود تاريخه إلى 1.8 مليون سنة. تشمل المجموعة واحدًا من أكبر الفكوك السفلية لهومو العصر الحديث الأقرب (دي 2600-D2600)، وواحدًا من الفكوك السفلية الأصغر لهومو العصر الحديث الأقرب (دي 211-D211) وبالغ شبه كامل (دي 2735-D2735) وعينة بلا أسنان (جمجمة دمانيسي 4).
تقدم اثنان من الجماجم المكتشفة، وهما (دي 2700-D2700) بحجم دماغ يصل إلى 600 سم3 و (دي 4500-D4500) بحجم دماغ يصل إلى 546 سم3، تقدمان اثنين من أصغر الجماجم البشرية وأكثرها بدائية من فترة العصر الحديث الأقرب. يُقارن اختلاف هذه الجماجم مع الاختلافات في الإنسان الحديث وخلال عينة من أفراد الشمبانزي. وجد الباحثون أنه وبالرغم من المظهر، لم تكن الاختلافات في جماجم دمانيسي أعظم من تلك الموجودة بين الإنسان الحديث وبين الشمبانزي. تقترح تلك النتائج أن مكتشفات الحفريات السابقة المصنَّفة كنوع مختلف على أساس التباين المورفولوجي الواسع بينهم –والتي تشمل إنسان بحيرة رودولف وهومو إرغاستر وربما هومو هابيلس- يجب أن يُعاد تصنيفها في نفس نسب هومو إريكتوس.

#### شرق وجنوب شرق آسيا
من المعروف يقينًا أن هومو إريكتوس كان موجودًا في شرق وجنوب شرق آسيا من 0.7 مليون سنة، وربما كان موجودًا في وقت مبكر عن ذلك قبل مليون سنة. اكتُشفت الأدوات الحجرية من شانغشن في 2018 ويُدعى أنها أقدم من 2 مليون سنة.
يشير مصطلح ميغانثوربس إلى مجموعة من الحفريات المكتشفة في الجاوة، ويعود عمرها بين 1.4 مليون و 0.9 مليون سنة، ويصنفون مع هومو إريكتوس، بالمعنى الأوسع للكلمة والذي يشمل «كل جماعات الهومو المشتقة من الهومو الأفريقي الأقدم الراجع إلى هومو إريكتوس»، بالرغم من أن الأدبيات الأقدم وضعت تلك الحفريات خارج جنس الهومو كله.
يعود تاريخ إنسان الجاوة (هومو إريكتوس، العينة النمطية لهومو إريكتوس)، المكتشف في جزيرة الجاوة في 1891، إلى 1-0.7 مليون سنة. يُعتبر إنسان لانتيان المكتشف عام 1963 في دولة لانتيان بمقاطعة شنشي بالصين، معاصرًا لإنسان الجاوة تقريبًا.
إنسان بكين، المكتشف في 1923-27 في تشوكوتيان بالقرب من بكين في الصين، يعود تاريخه إلى نحو 0.75 مليون سنة. كما يُعتبر إنسان يوانمو، المكتشف في دولة يوانمو في اليُونَّان بالصين عام 1965، في سن مشابه لإنسان بكين (لكن التاريخ المقترح الذي يرجع إليه يقترب من 1.7 مليون سنة).
إنسان نانجينغ المكتشف عام 1993 في كهف هولو على تلال تانغ شان بالقرب من نانجينغ، يعود تاريخه إلى 0.6 مليون سنة تقريبًا.

#### أوروبا
جرت العادة على اعتبار البشر الأوروبيين البدائين معاصرين لهومو إريكتوس المتأخر تحت نوع منفصل يُسمى إنسان هايدلبيرغ، السلف المباشر لإنسان نياندرتال. سُجلت حفريات إنسان هايدلبيرغ منذ 600 ألف سنة (الفك السفلي موير 1)، الجمجمة الكاملة الأقدم هي «إنسان توتافيل».

## الموطن
هناك أدلة على استيطان هومو إريكتوس في كهف في تشوكوتيان بالصين. يتكون هذا الدليل من بقايا وأحجار وعظام حيوانات محروقة، وتجميعات من البذور وربما عُثر على الفحم وبيوت عتيقة. بالرغم من أن هذا لا يثبت أن هومو إريكتوس عاش في الكهوف، إلا أنه يوضح أنه عاش فترة من الزمن في تشوكوتيان. كما وجدت بقايا هومو إريكتوس أيضًا في البحيرات وفي رواسب الأنهار، مما يدعم أنه عاش في الأماكن المفتوحة بالقرب من البحيرات والأنهار.

## السلوك

### استخدام الأدوات
يعود تاريخ العصر الحجري القديم من عصر ما قبل التاريخ البشري والصناعة منذ 2.6 مليون سنة إلى نحو 10 آلاف سنة، وبالتالي فهي تتوافق مع العصر الحجري القديم من العصر الجيولوجي، والذي يقدر بـ2.58 مليون سنة إلى 11700 سنة. تعود بداية التطور البشري الحديث إلى أقدم الاختراعات للتقنيات البدائية وثقافة الأدوات. كان هومو إريكتوس الأول الذي يستخدم النار للطهو وأول من صنع الفؤوس من الحجارة.
استخدم هومو إرغاستر أدوات حجرية أكثر تنوعًا وتعقيدًا عن أسلافه، وبالمقارنة معه فقد استخدم هومو إريكتوس أدوات أكثر بدائية. ربما يكون ذلك بسبب أن هومو إرغاستر ورث واستخدم واخترع الأدوات الأولى من تقنية الأولدوان ثم التقنيات الأشولينية الأكثر تقدمًا. ولأن استخدام الأدوات الأشولينية بدأ منذ 1.8 مليون سنة، وأن خط هومو إريكتوس تباعد بنحو 200 ألف سنو قبل الاختراع العام للصناعة الأشولينية في أفريقيا، فإنه من الممكن ألا يكون أخلاف هومو إريكتوس المهاجرون إلى آسيا قد استخدموا التقنيات الأشولينية. يُقترح أن هومو إريكتوس الآسيوي كان الإنسان الأول الذي يستخدم الطوافات للسفر عبر الماء والمحيطات. تُظهر أقدم أداة حجرية في تركيا أن الإنسان عبر خلال بوابة الأناضول من غرب آسيا إلى أوروبا منذ ما يقرب من 1.2 مليون سنة، وهو تاريخ مبكر عما كان يُعتقد سابقًا.

### استخدام النار
تُظهر المواقع الأفريقية الشرقية مثل بحيرة بارينغو وكووبي فورا في كينيا بعض الأدلة المحتملة على استخدام الإنسان القديم للنار. وجد علماء الآثار في منطقة تشيسوانجا آثار طين متصلب بفعل النار، يعود تاريخه إلى 1.42 مليون سنة. يرجح تحليل تلك العينات أن الطين قد ارتفعت حرارته إلى 400 سيليزيوس (752 فهرنهايت). في كووبي فورا، أظهر موقعان بعض الأدلة على السيطرة على الحريق بفعل هومو إريكتوس منذ نحو 1.5 مليون سنة، مصحوبًا بالرواسب الحمراء الناتجة عن إشعال هومو إريكتوس للنيران وصلت درجة حرارتها إلى 200-400 سيليزيوس.
في غاديب بإثيوبيا، ظهرت شظايا من الطفة البركانية المحروقة أو الملتحمة بجوار هومو إريكتوس والمصنوعات الأشولينية التي صنعها، ولكن هذه الأحجار المحروقة كانت بفعل النشاط البركاني. في وسط وادي نهر أواش، يوجد منخفض على شكل مخروطي من الطين الأحمر، والذي يرجح أنه حدث بفعل درجة حرارة تصل إلى 200 سيليزيوس أو أعلى. يُعتقد أن هذه السمات تمثل أشجارًا محروقة بفعل فرار النيران من مكان السكن. وجدت الأحجار المحروقة في وادي أواش، بينما وجدت الطفة الملتحمة في المنطقة.

### الدين والنقوش
كان يُعتقد سابقًا أن النقوش مؤشر على الإدراك والسلوك الحديث. في تشكيلة دوبويس التي اكتشفها إيوجين دوبويس عام 1891، كان هناك غلاف منقوش برسوم هندسية. يعود تاريخ هذه النقوش إلى 0.5460 ± 10 مليون سنة كحد أقصى و0.4360 ± 0.05 مليون سنة كحد أدنى. مما يعني أنها كانت مصنوعة أثناء وجود هومو إريكتوس وتُعتبر أقدم نقوش هندسية للإنسان. كما يظهر ذلك أيضًا أن النقوش الهندسية كانت جزءً من وعي هومو إريكتوس الآسيوي وجزءً من التحكم الحركي العصبي الخاص به. هناك أدلة قليلة للغاية على انتشار الدين بين أفراد هومو إريكتوس، ولكنه يظل احتمالية قائمة. ذلك لأنه بسبب طول المدة التي تفصلنا عنهم، يمكن أن تكون المصنوعات الدينية تحللت على أي حال، لكن بالنظر إلى التقاليد الدينية والسلوك الديني الأولي لأخلافه إنسان نياندرتال والإنسان العاقل، يظل انتشار الدين عند هومو إريكتوس احتمالية قائمة.

### النزعة الاجتماعية
ربما كان هومو إريكتوس هو الإنسان الأول الذي يعيش في مجتمع الصيد وجمع الثمار، ويعتقد علماء الإنسان مثل ريتشارد ليكي أن إريكتوس كان يشبه الإنسان الحديث اجتماعيًّا عن الأنواع الأخرى من الأسترالوبيثكس السابقة له. كما تتوافق السعة الجمجمية الكبيرة لدى إريكتوس مع استخدامه للأدوات الأكثر تعقيدًا الموجودة مع الحفريات.